# Teleférico Santuario Virgen del Socavón
El teleférico Santuario Virgen del Socavón, también simplemente conocido como teleférico de Oruro, es un medio de transporte aéreo de carácter turístico, ubicado en la ciudad de Oruro, Bolivia. Fue inaugurado el 7 de febrero de 2018, convirtiéndolo en el tercer sistema de teleférico del país. Cuenta con una única línea de 16 cabinas, que conecta la Estación Socavón Plaza del Folklore en la ciudad hasta subir a la Estación de la Virgen Monumento de la Virgen. El teleférico recorre por un cable de 823 metros de longitud a lo largo de 5 torres, estando en la parte más alta el Monumento a la Virgen Candelaria, en la cima del cerro Santa Bárbara. El teleférico fue construido por la empresa francesa Telecabina POMA, que empezaron las obras en agosto de 2015 y tuvo un costo de Bs 128 millones.